# Vladimir Dašić
Pour les articles homonymes, voir Dašić.
Vladimir Dašić (en serbe : Владимир Дашић), né le 13 mai 1988, à Titograd, en République socialiste du Monténégro, est un joueur monténégrin de basket-ball. Il évolue au poste d'ailier fort.

## Palmarès
- Champion du Monténégro 2007, 2008, 2009
- Vainqueur de la coupe du Monténégro 2007, 2008, 2009